# Monte Sabyinyo
El monte Sabyinyo (de la palabra kiñaruanda "Iryinyo", que significa "diente"), también llamado Sabyinio o Sabinyo, es un volcán extinto en el este de África, en las montañas Virunga. El monte Sabyinyo es el volcán más antiguo de la cordillera. Se encuentra al noreste del lago Kivu, uno de los Grandes Lagos africanos, y al oeste del lago Bunyonyi, en Uganda. La cima de la montaña, de 3.669 metros, marca la intersección de las fronteras de la República Democrática del Congo (RDC), Ruanda y Uganda, y tiene un significado religioso para las tribus locales. También se encuentra dentro de los parques nacionales colindantes establecidos por estos países: El parque nacional Virunga en la RDC, el parque nacional de los Volcanes en Ruanda y el Parque nacional del Gorila de Mgahinga en Uganda.
Las laderas del monte Sabyinyo son el hábitat del gorila de montaña, en peligro crítico.[cita requerida] La montaña lleva el apodo local de "Dientes de Viejo", porque su cima dentada se asemeja a los dientes desgastados de una encía (en contraste con las perfectas cimas cónicas de las montañas adyacentes de esta cordillera).